# زوارته‌میر
زوارته‌میر (به هلندی: Zwartemeer) یک منطقهٔ مسکونی در هلند است که در امن واقع شده‌است. زوارته‌میر ۳٬۱۳۰ نفر جمعیت دارد.